# Vernon Carrington
Pour les articles homonymes, voir Carrington.

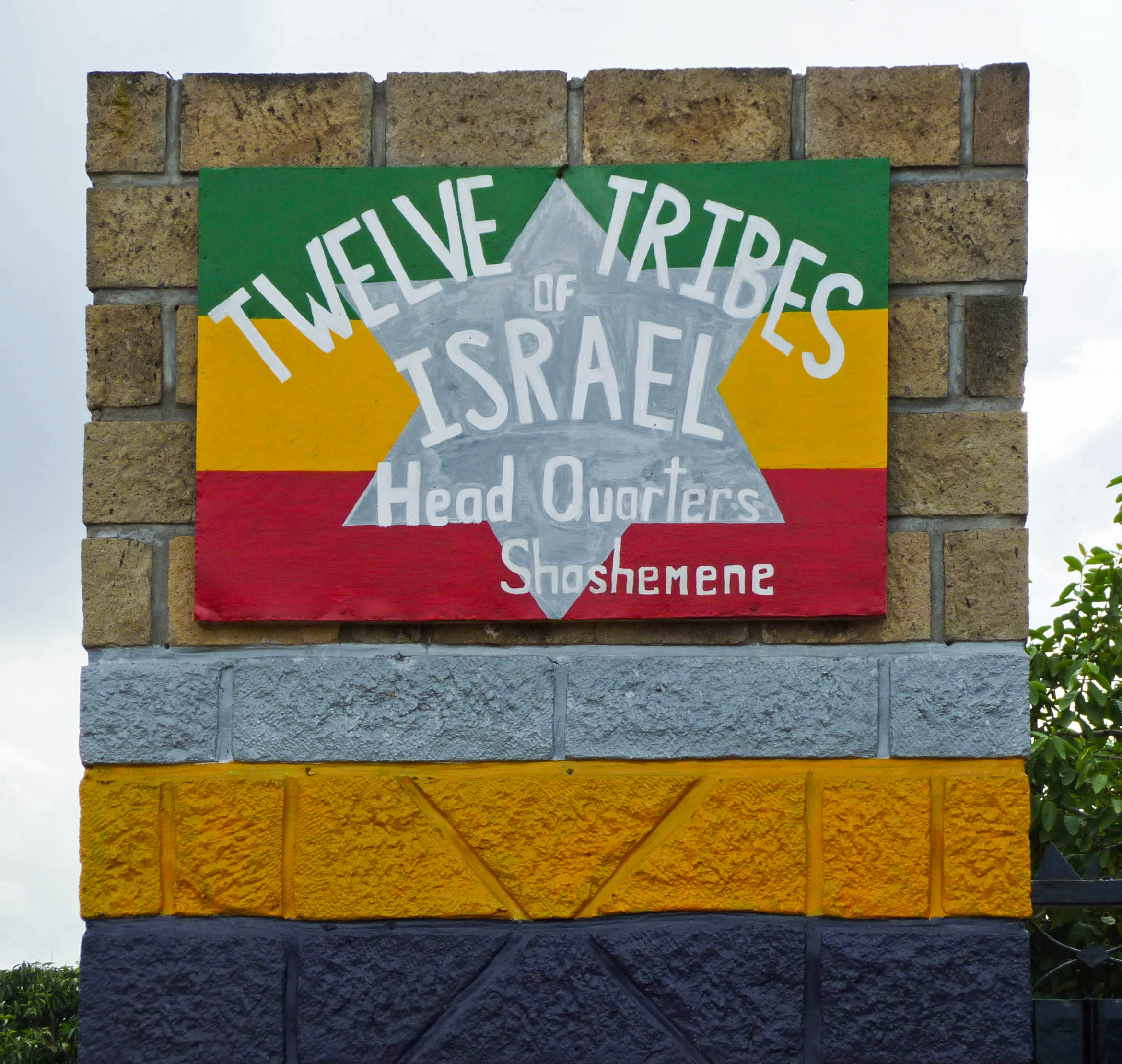
Communauté des Douze tribus d'Israël du mouvement rastafari à Shashamané, Éthiopie.

Vernon Carrington (né le 1er novembre 1936, décédé le 22 mars 2005), surnommé Prophet Gad, est le fondateur du mouvement rastafari des Douze Tribus d'Israël.